# トマホーク (幾何学)

トマホーク。柄、鎚、半円から成る

トマホーク（Tomahawk）は、半円と二つの線分から成る、角の三等分（定規とコンパスによる作図は不可能）のための作図道具である。斧（トマホーク）に似ているから名付けられた 。

## 概要
形状としては、半円（刀）と、半円の直径から伸ばした半円の半径と同じ長さを持つ線分（鎚）及び直径と垂直に交わる直線（柄）から成る。
半円の代わりに円が使われている資料もあり、また柄の太さも異なるものもあるが、それらの事項は作図には無関係である。

## 使用例

### 角の三等分線

任意の大きさの角について、柄A̅D̅が求める三等分線のうち1つを、そして半円の半径A̅C̅がもう一つを成す。

トマホークの使用例の一つとして角の三等分問題がある。トマホークの柄を角の頂点に当て、刀を角度を成す半直線の一方に置き、角を形成する2つの直線の一方に接するようにし、鎚を角のもう一方の直線に触れるようにする。その時、トマホークの柄の部分が求めたい角の三等分線の内の一つであり、もう1つは半円の中心点を通る。 トマホークに比べて作図する角度が狭すぎる場合、その角度をトマホークが当てられる大きさになるまで2倍にしながら三等分線を作図し、その二等分線を引くことにより、その角度の三等分線を作図することができる。
その時、角の頂点をA、刀の接点をB、半円の中心をC、柄の頂点をD、鎚をEとすると、三角形△ACDと△ADEはどちらも底辺を共有し高さが等しい直角三角形となので△ACD≡△ADEとなる。三角形△ABCの辺ABとBCはそれぞれ半円の接線と半径であるため、それらは直角に交わり、そのため△ABCも直角三角形となる。△ABCの斜辺は△ACDの斜辺と共有し、辺の長さBC と CDも等しいため、その2つの三角形も合同となる。そのため、頂点で形成される3つの角度が等しくなる。よって、この方法で角の三等分線を作図できる。

## 経歴
トマホークの発明者は不明であるが、19世紀以降のフランスでの論文では既にその存在は確認されている。